# Roman Kechter
Roman Kechter (* 16. Februar 2004 in Weilheim in Oberbayern) ist ein deutscher Eishockeyspieler, der seit Juli 2022 bei den Nürnberg Ice Tigers aus der Deutschen Eishockey Liga (DEL) unter Vertrag steht und dort auf der Position des Centers spielt.

## Karriere

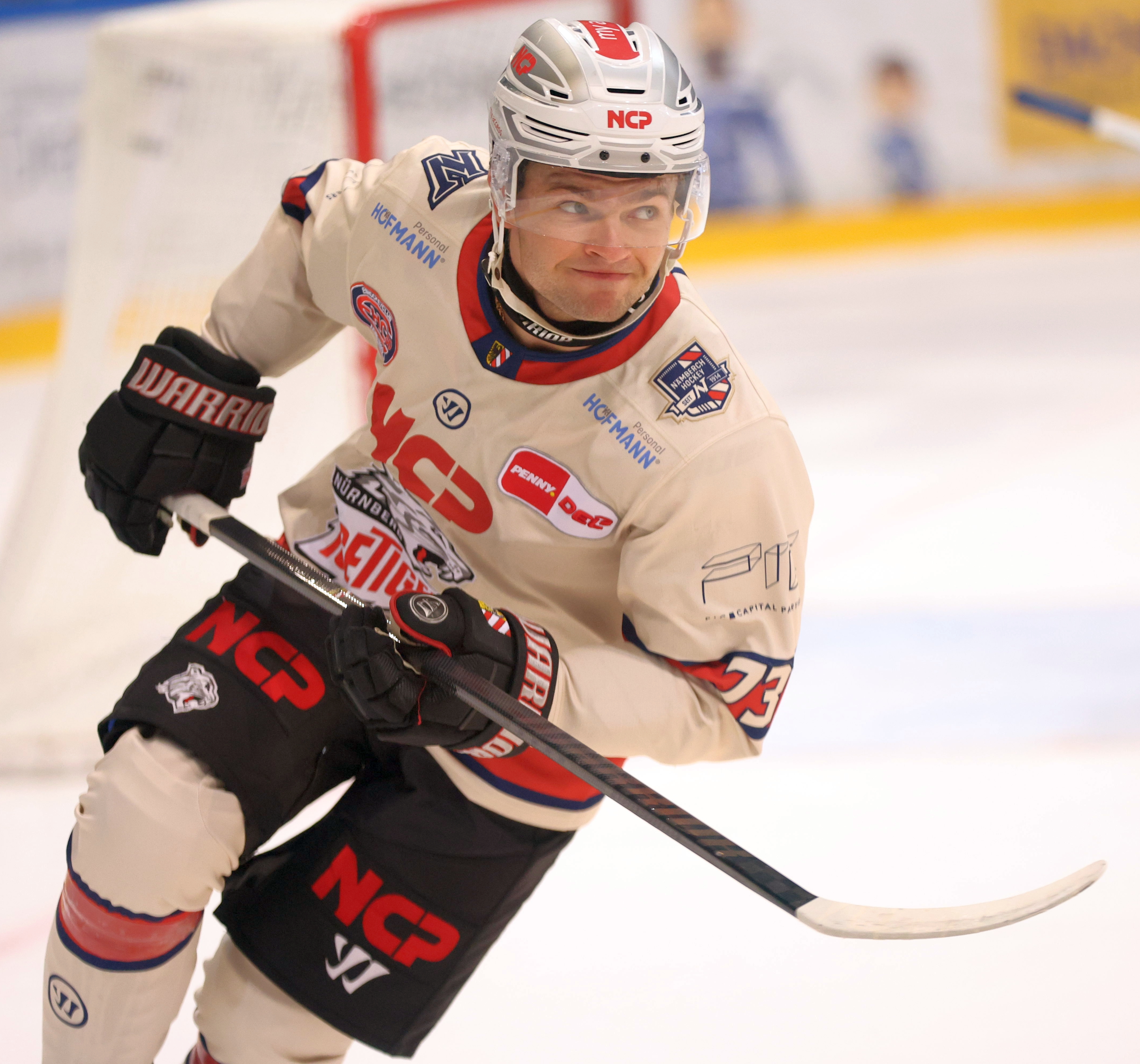
Kechter im Trikot der Nürnberg Ice Tigers (2024)

Kechter begann seine Eishockeykarriere im Nachwuchs des EHC 80 Nürnberg, wo er bis zum Sommer 2019 in verschiedenen Nachwuchsteams bis zur U17-Mannschaft auflief. In der Saison 2019/20 wechselte der Stürmer zu den Junioren des EV Regensburg, um dort ein Jahr in der deutschen U17-Bundesliga zu spielen. Zur Spielzeit 2020/21 zog es ihn für zwei Jahre nach Schweden, wo er für die U18- und U20-Nachwuchsteams des Rögle BK unter anderem in der J20 Nationell auflief. Während seiner Zeit in Rögle sammelte der Deutsche in seinem ersten Jahr dort auf Leihbasis erste Erfahrungen im Profibereich, als er in 21 Spielen für die Nürnberg Ice Tigers in der Deutschen Eishockey Liga (DEL) zu Einsatzminuten kam.
Zur Saison 2022/23 kehrte Kechter nach Deutschland zurück und schloss sich den Nürnberg Ice Tigers aus der DEL fest an. Erneut kam er in 21 DEL-Partien für die Ice Tigers zum Einsatz und erzielte dabei ein Tor. Parallel lief er – ausgestattet mit einer Förderlizenz – für die Blue Devils Weiden in der drittklassigen Eishockey-Oberliga auf. In den beiden darauffolgenden Spieljahren 2023/24 und 2024/25 steigerte der Angreifer seine Ausbeute jeweils. Im Januar 2024 verlängerte er seinen auslaufenden Vertrag bis zum Sommer 2026.

### International
Auf internationaler Ebene kam Kechter bereits ab der Spielzeit 2019/20 für die Juniorennationalmannschaften des Deutschen Eishockey-Bundes zu Einsätzen. So bestritt er zunächst den Hlinka Gretzky Cup 2021 gefolgt von der U18-Junioren-Weltmeisterschaft 2022, bei der die deutsche U18-Nationalmannschaft den achten Platz belegte. In der Folge absolvierte der Offensivspieler die U20-Junioren-Weltmeisterschaften der Jahre 2023 und 2024, bei denen mit dem achten bzw. neunten Platz jeweils der Klassenerhalt glückte. Darüber hinaus nahm er bei den Olympischen Jugend-Winterspielen 2020 im schweizerischen Lausanne mit dem Team Orange am 3×3-Turnier teil.
Im Februar 2025 wurde Kechter von Bundestrainer Harold Kreis erstmals ins Aufgebot der deutschen Nationalmannschaft berufen. Ebenso stand er in der Vorbereitung auf die Weltmeisterschaft 2025 im deutschen Kader.

## Karrierestatistik
Stand: Ende der Saison 2024/25

### International
Vertrat Deutschland bei:
- Hlinka Gretzky Cup 2021
- U18-Junioren-Weltmeisterschaft 2022
- U20-Junioren-Weltmeisterschaft 2023
- U20-Junioren-Weltmeisterschaft 2024

(Legende zur Spielerstatistik: Sp oder GP = absolvierte Spiele; T oder G = erzielte Tore; V oder A = erzielte Assists; Pkt oder Pts = erzielte Scorerpunkte; SM oder PIM = erhaltene Strafminuten; +/− = Plus/Minus-Bilanz; PP = erzielte Überzahltore; SH = erzielte Unterzahltore; GW = erzielte Siegtore; 1 Play-downs/Relegation; Kursiv: Statistik nicht vollständig)